# بافت‌دهی

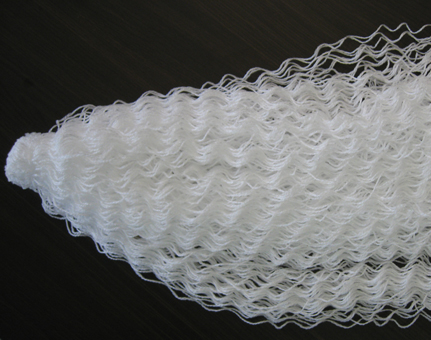
الیاف بافت‌دهی شده

بافت‌دهی یا تکسچرایزینگ به مجموعه عملیاتی گفته می‌شود که در آن الیاف مصنوعی نظیر پلی استر، نایلون، آکریلیک و نظیر آن، خواصی را به دست می‌آورند که به ویژگی‌های الیاف طبیعی نظیر پنبه، پشم، ابریشم و غیره نزدیک می‌گردند، به این معنی که از دیدگاه زیر دست (لمس پارچه)، ظاهر و نوع بافت به الیاف مناسب برای تولید منسوجات، تبدیل می‌گردند. به عبارتی دیگر بافت‌دهی را می‌توان به مجموعه فرایندهایی تعریف نمود که جهت آماده ساختن الیاف مصنوعی برای تولید منسوجات، به کار می‌روند. الیاف مصنوعی که بافت‌دهی می‌شوند خاصیت فنریت شان بیشتر می‌گردد. از نخ‌های بافت‌دهی شده در تولید پوشاک گرم که دارای قدرت عایق بندی گرمایی بالایی هستند، استفاده می‌شود. نخ‌های استرچ توسط روش‌های گوناگونی مانند جعبه تراکمی، جت هوای داغ، لبه، بافت و شکافت، چرخ دنده، ضربه، تاب حقیقی و تاب مجازی بافت‌دهی و تولید می‌گردند.
بافت‌دهی در حقیقت وسیله‌ای است که طول مستقیم الیاف مصنوعی مثل نایلون، پلی استر یا پلی پروپلین را برای همیشه به شکل‌های مختلف مثل فنر، حلقه یا زیگزاگی شکل درمی‌آورد، بدون اینکه تدوام طول الیاف را تحت تأثیر قرار دهد. نخ‌های الیاف صاف و بافت‌دهی نشده به دلیل نداشتن حجم، برای تولید پوشاک مناسب نبوده و به‌طور کلی کاربردهای محدودی دارند.

## پیشینه
پیش از ابداع روش‌های بافت‌دهی مهندسان و کارشناسان نساجی برای برطرف کردن اشکالات و معایب الیاف مصنوعی نظیر کمی جذب رطوبت، عدم حفظ گرمای بدن انسان، عدم کارایی به عنوان عایق گرمایی، ناتوانی در تبخیر از بدن انسان به خارج از لباس، نرمی و لغزندگی زیاد، چرب بودن سطوح آن‌ها و درخشش زیاد، الیاف استاپل را که مخلوط الیاف مصنوعی و طبیعی را در خود جای داشت، تولید کردند، اما این اصلاحات کافی نبود و کارشناسان همچنان با نقص کرک شدن منسوجات، روبه رو بودند. پس از آن مهندسین نساجی به فکر تولید نخ‌های بافت‌دهی شده افتادند. با توجه به اینکه تولید انبوه الیاف مصنوعی از سال ۱۹۴۰ آغاز گردید، می‌توان دریافت که بافت‌دهی یکی از اعضاء جوان خانواده صنعت نساجی می‌باشد که بخش زیادی از تحقیق را به خود معطوف ساخته‌است و در آینده نیز پیشرفت‌های زیادی خواهد نمود. بافت‌دهی کردن نخ به روش جعبه تراکمی توسط بنکرافت Bancroft در سال ۱۹۴۵ پایه‌گذاری گردید. دستگاه‌های جت بافت‌دهی کننده هوا برای اولین بار در سال ۱۹۵۲ به ثبت رسید و در سال ۱۹۵۴ به نام تاسلان ۹ به بازار عرضه شد و تا اوایل دهه هفتاد میلادی مورد استفاده قرار می‌گرفت. از آن انواع دیگر جت بافت‌دهی کننده هوا می‌توان به تاسلان ۱۱، ۱۴ و ۱۰ اشاره کرد که به ترتیب بین سال‌های ۱۹۵۴ تا ۱۹۷۰ میلادی تکامل یافته و روانه بازار شدند. بافت‌دهی در دهه ۶۰ و ۷۰ میلادی با سرعت زیادی رشد نمود و باعث به کار گیری بیشتر نخ‌های فیلامنت مصنوعی با محدوده کاربرد بسیار وسیع گردید. این محدوده شامل تریکوبافی، پارچه‌های بافته شده، کفپوش، مبلمان و اخیراً پارچه‌های کت و شلوار می‌گردد. هرچند سرعت رشد بافت‌دهی کاهش پیدا کرده‌است ولی هنوز کاربردهای جدیدی برای نخ‌های بافت‌دهی شده پیدا می‌شود. در سال ۱۹۶۱ شرکت پونت برای نخستین بار روش بافت‌دهی گره زنی داخلی را به ثبت رساند که این در حقیقت ۶ سال پس از حق ثبت سامانه بافت‌دهی هوا می‌باشد. در سال ۱۹۷۹ شرکت موراتا دستگاه بافت‌دهی تاب دهنده اصطکاکی تسمه‌ای را برای نخستین بار در نمایشگاه ایتما به معرض نمایش گذاشت. در همین نمایشگاه نیز در سال ۱۹۸۷ شرکت‌های ریتر- اسکراگ و RPR دستگاه تاب دهنده سیلندری Hitorq را به نمایش گذاشتند. در همان سال در نمایشگاه ایتما نوع خاصی از بافت‌دهی گره زنی نمایش داده شد، که از مخلوط کردن نخ‌های فیلامنتی با نخ‌های ریسیده شده‌استفاده می‌گردید. در یک دستگاه بافت‌دهی ممکن است واحد حرارتی، به منظور بالا بردن درجه حرارت نخ تابیده شده و نگهداری حرارت برای مدت معین، جهت شکستن پیوندهای بین مولکولی تحت تنش، تعبیه گردد، تا سال ۱۹۷۵ واحدهای الکتریکی برای نیل به این هدف استفاده می‌شد، اما بعد از آن واحدهای حرارتی جدیدتر میعانی که همچنین به عنوان سامانه‌های فاز بخار شناخته می‌شوند مورد استفاده قرار می‌گیرند.

## رده‌بندی و تعریف نخ‌های بافت‌دهی شده

### آشنایی
الیاف طبیعی معمولاً دارای مقداری پیچ خوردگی یا موج در طول خود می‌باشند که در نتیجه آن، الیاف حجیم می‌گردد. حجیم بودن الیاف بسیار مطلوب است، چون این امر به قدرت عایق بندی گرمایی منسوجات کمک زیادی می‌نماید، در مقابل الیاف مصنوعی معمولی مثل پلی استر غالباً دارای سطح صاف و همچنین دارای سطحی با قاعده مدور می‌باشند. پارچه‌هایی که با فیلامنت‌های مصنوعی ممتد بافته می‌شود لغزنده بوده و به بدن می‌چسبد و علاوه بر قدرت عایق بندی گرمایی کم، قادر به انتقال رطوبت نبوده و به‌طور کلی پوشش مطبوعی ندارند. به هر حال، الیاف مصنوعی در مقایسه با الیاف طبیعی به خصوص در مقابل سایش دارای مقاومت بیشتری بوده و راحت‌تر شستشو و خشک می‌گردند. نخ‌های ریسیده شده از الیاف کوتاه یا بلند، در مقایسه با نخ‌های فیلامنتی به دلیل محبوس نمودن هوای بیشتر، حجیم تر بوده و از قدرت عایق بندی گرمایی بالاتری برخوردار هستند.. اصولاً با کوتاه نمودن طول الیاف مصنوعی، خواص آن‌ها به الیاف طبیعی نزدیک تر می‌گردد.
الیاف مصنوعی که جهت مخلوط شدن با الیاف طبیعی تهیه می‌گردد توسط دستگاه‌های مخصوص و با توجه به اسلوب‌های مختلف ریسندگی، در طول‌های مطلوب کوتاه می‌گردند. الیاف مصنوعی مختلف هم ممکن است با یکدیگر مخلوط گردند. جهت نزدیک تر نمودن خواص الیاف مصنوعی به الیاف طبیعی، معمولاً بعد از کوتاه شدن به آن‌ها تجعّد داده می‌شود. به کمک بافت‌دهی می‌توان ضمن حفظ طول ممتد فیلامنت‌ها، خواص فنریّت، انتقال رطوبت، حجم و عایق بندی گرمایی بالایی به آن‌ها داد. به این ترتیب که با استفاده از خاصیت ترموپلاستیکی الیاف مصنوعی می‌توان تغییرات دائمی به صورت موج، حلقه یا چین خوردگی در طول آن‌ها به وجود آورد که در نتیجه آن، حجم مخصوص نخ افزوده می‌گردد.

#### ویژگی‌های نخ بافت‌دهی شده
1. افزایش قدرت عایق بندی گرمایی، توسط ایجاد فضا بین الیاف و در نتیجه محبوس نمودن هوا.
2. کاهش وزن مخصوص و به عبارت دیگر افزایش حجم مخصوص که ازدیاد ضریب پوشانندگی نخ را به همراه دارد.
3. کاهش درخشندگی و جلای نخ بر اثر نایکنواخت شدن بازتابش نور از سطح آن.
4. نرم‌تر شدن زیردست (لمس پارچه) در اثر تغییر نخ فیلامنتی صاف به نخ بافت‌دهی شده با ساختمان اسفنجی.
5. افزایش قدرت انتقال رطوبت که از جمع شدن عرق روی پوست بدن جلوگیری می‌کند.
6. خاصیت فنریت در صورت داشتن نخ استرچ.[۱]

نخ‌های ترموپلاستیک مثل پلی استر، انواع نایلون، پلی پروپیلن و نظایر آن در صنعت بافت‌دهی از اهمیت زیادی برخوردار هستند، زیرا تغییر شکل به کمک تثبیت گرمایی صورت می‌گیرد در صورتی که در بافت‌دهی به کمک هوای فشرده، حلقه‌هایی در طول فیلامنت ایجاد شده و شکل جدید توسط نیروهای اصطکاکی بین آن‌ها حفظ می‌گردد. از این نخ‌ها در تولید جوراب‌های ظریف، پارچه‌های لباسی، منسوجات کشباف و موکت استفاده می‌گردد.

### رده‌بندی شیوه‌های گوناگون بافت‌دهی

#### انواع بافت‌دهی

##### ایجاد تغییر شکل به موازات محور الیاف

###### محصولات
- نخ‌های استرچ: این خانواده از نخ‌ها به روش‌های جعبه تراکمی، جت هوای داغ، لبه، بافت و شکافت، چرخ دنده، ضربه‌ای، تاب‌های حقیقی و مجازی بافت‌دهی و تهیه می‌گردند.
- نخ‌های ست
- نخ‌های حجیم: این گروه از نخ‌ها به شیوه بافت‌دهی هوا وهای بالک بافت‌دهی و تولید می‌شوند.
- نخ‌های مرکب: که به نخ‌های مغزی ریسیده شده، نخ‌های پوشیده شده، نخ‌های مرکب بافت‌یافته و نخ‌های مخملی یا فِلوک طبقه‌بندی می‌شوند.[۲]

##### ایجاد تغییر در سطح قاعده الیاف
ایجاد تغییرات در سطح قاعده الیاف، یکی از طرق بافت‌دهی است که بعضی از خواص نامطلوب الیاف مصنوعی با سطح قاعده مدور را کاهش می‌دهد.

###### محصولات
- الیاف پروفیلی:

الیاف مصنوعی که با سطح قاعده غیر مدور تولید می‌شوند به الیاف پروفیلی موسوم هستند. شکل سطح قاعده این الیاف به شکل روزنه‌های رشته ساز بستگی دارد. متداول‌ترین فرم سطح قاعده الیاف پروفیلی، سه پره‌ای یا چند پره‌ای می‌باشد. با افزایش تعداد پره‌ها، از درخشندگی و جلاء الیاف کاسته شده و به حجم هوای محبوس بین الیاف افزوده می‌شود. الیاف پلی آمید که به صورت سه پره‌ای تولید می‌شوند در اثر تابش نور برق می‌زنند، این نوع الیاف برای تولید جوراب‌های زنانه استفاده می‌شوند. تعدادی از الیاف پروفیلی با نام‌های Star Nylon , Antron – Plus , Cadon به بازار عرضه شده‌اند.
- الیاف میان‌تهی:

الیاف میان‌تهی هم توسط رشته سازهایی که منفذهای آن‌ها شکل ویژه‌ای دارد تولید می‌گردد. با توجه به فرم روزنه رشته‌ساز ممکن است لیف میان تهی، یک یا چند منفذ در سطح مقطع خود داشته باشد.
- الیاف میان‌تهی پروفیلی:

چنانچه سطح قائده لیف میان تهی، غیر مدور باشد، آن را میان تهی پروفیلی می‌گویند.
- الیاف دو جزئی:

این الیاف از دو جزء تشکیل می‌شوند و هر جزء بخش تقریباً معینی از سطح قاعده لیف را تشکیل می‌دهد.

### تعریف نخ‌های بافت‌دهی شده استرچ، ست و حجیم

#### نخ‌های استرچ
نخ‌های استرچ یا کشسان دارای خاصیت فنریت بالا می‌باشند و از آن‌ها در تهیه جوراب و پوشاک فرم اعضاء استفاده می‌کنند. این نخ‌ها اکثراً توسط روش تاب مجازی تهیه می‌گردند.

#### نخ‌های ست
نخ‌های ست دارای خصوصیاتی بین نخ‌های استرچ و نخ‌های حجیم می‌باشند. کاربرد این نخ‌ها بیشتر در پارچه‌های لباسی است زیرا در این گونه منسوجات، به خاصیت فنریّت کم و به حجم نسبتاً زیاد نیاز می‌باشد.

#### نخ‌های حجیم
نخ‌های حجیم دارای حجم زیاد بوده و از خاصیت فنریّت برخوردار نمی‌باشند. این نوع نخ‌ها برای تولیداتی مثل خامه فرش، نخ کاموا، کفپوش تهیه شده به روش تافتینگ، رومبلی و منسوجاتی دیگر که به نخ‌های با حجم زیاد و ضریب پوشانندگی بالا احتیاج داشته باشد مورد استفاده قرار می‌گیرد

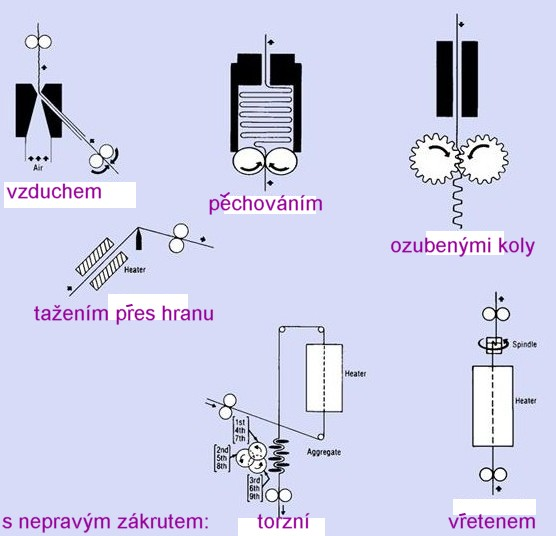
انواع دستگاه‌های بافت‌دهی

## دستگاه‌های بافت‌دهی
انواع بسیاری از این دستگاه‌ها در کارخانجات نساجی موجود است، در زیر به تعدادی از آن‌ها اشاره می‌شود.
- دستگاه نووالان و بانلون: از این دستگاه برای بافت‌دهی کردن الیاف به روش جعبه تراکمی استفاده می‌کنند.
- دستگاه جت هوای داغ: هوای داغ با سرعت بسیار زیاد موجب بافت‌دهی و فر و موج دار شدن الیاف مصنوعی می‌گردد.
- دستگاه لبه‌ای اوالن Evalon: در این طریق از بافت‌دهی، الیاف با کشیده شدن بر روی لبه‌ای که ممکن است سرد یا داغ باشد فرفری و موج دار می‌گردند.
- دستگاه چله تار استیو تکس: چرخ دنده‌ها با گذر از الیاف به صورت غلتکی، موجب زیگزاگی و چین و شکند دار شدن الیاف می‌گردند.[۱]

## تأ ثیر بافت‌دهی در قدرت عایق بندی گرمائی پوشاک
منظور از پوشاک گرم در حقیقت لباس‌هایی است که دارای قدرت عایق بندی گرمایی بالایی بوده و از هدر رفتن گرمای تولید شده توسط بدن جلوگیری می‌کند صرف نظر از گرمای جذب آب، منسوجات، قادر به تولید گرما نمی‌باشند. نخ‌های بافت‌دهی شده، نهایتاً پوشاکی را تولید می‌کنند که قدرت عایق بندی گرمایی بسیار زیادتری از نخ‌های بافت‌دهی نشده، دارند.

## نسل نوینی از دستگاه‌های بافت‌دهی
دستگاه‌های بافت‌دهی جدید MPS با قابلیت‌های ویژه خود توانسته‌است مقدار مصرف انرژی را ۳۰٪ کاسته و از سوی دیگر سرعت تولید نخ بافت‌دهی را ۳۰٪ بیفزایند. به همین خاطر از دستگاه بافت‌دهی جدید MPS می‌توان به عنوان یک راه حل بهینه جهت تولید نخ‌های بافت‌دهی ظریف نام برد. بررسی روند استفاده از انواع نخ‌ها در فرایندهای بافندگی نشان می‌دهد که امروزه تمایل به استفاده از نخ‌های ظریف به سرعت در حال رشد است.